# الحبوبة (مسرحية)
الحبوبة مسرحية أطفال غنائية كويتية.

## بطولة
- حلا الترك
- عبد الله الطليحي
- عبد العزيز الأسود
- ناصر البلوشي
- عبد السلام محمد
- منى حسين